# من تو را می‌بینم (فیلم ۱۹۴۴)
من تو را می‌بینم (انگلیسی: I'll Be Seeing You) فیلمی در ژانر درام به کارگردانی ویلیام دیترله است که در سال ۱۹۴۴ منتشر شد.

## بازیگران
- جینجر راجرز
- جوزف کاتن
- شرلی تمپل
- اسپرینگ باینگتون
- تام تالی
- جان درک
- چیل ویلز